# Steuerdestinatar
Als Steuerdestinatar einer Steuer wird dasjenige Wirtschaftssubjekt bezeichnet, das nach dem Willen des Gesetzgebers die Steuerlast einer spezifischen Steuerart tragen soll.

## Allgemeines
Wirtschaftssubjekte (Unternehmen, Personenvereinigungen oder Privatpersonen) können Steuerpflichtiger, Steuerschuldner, Steuerträger, Steuerzahler und/oder Steuerdestinatar sein. Steuerpflichtiger ist, wer den Tatbestand verwirklicht, an den ein Steuergesetz die Zahlungspflicht knüpft. Jeder Steuerschuldner ist auch Steuerpflichtiger, aber nicht jeder Steuerpflichtige ist auch Steuerschuldner (etwa der Arbeitgeber bei der Lohnsteuer; § 38 Abs. 2 und 3 EStG). Der Steuerzahler hat die Steuer einzubehalten und an das Finanzamt abzuführen und ist somit Steuerpflichtiger (§ 33 Abs. 1 AO), nicht aber zwingend auch Steuerschuldner (etwa der Arbeitgeber bei der Lohnsteuer; § 38 Abs. 2 und 3 EStG). Im Regelfall sind Steuerzahler und Steuerschuldner identisch, jedoch kann es auch personelle Trennungen geben wie bei der Lohnsteuer, Kapitalertragsteuer (§ 44 Abs. 5 Satz 1 EStG) oder Versicherungsteuer (§ 7 Abs. 1 VersStG).

## Beispiel
Beispielsweise ist der Steuerdestinatar der Umsatzsteuer der Endverbraucher. Es kann zu Abweichungen kommen zwischen demjenigen, der nach dem Willen des Gesetzgebers die Steuerlast tragen soll, und demjenigen, der sie tatsächlich trägt. Bei der Umsatzsteuer ist das zum Beispiel der Fall, wenn die Unternehmen die Steuerlast nicht komplett an den Endverbraucher überwälzen können, etwa, weil die Elastizität der Nachfrage gering ist. Die Realität, wer tatsächlich Steuerträger ist, spiegelt die Absicht des Gesetzgebers also nicht zwangsläufig wider.
Bei einer direkten Steuer fallen Steuerschuldner und Steuerdestinatar zusammen, beispielsweise bei der Grundsteuer. Bei indirekten Steuern, wie der Umsatzsteuer, wird die Steuer nicht von demjenigen geschuldet, der sie schlussendlich wirtschaftlich tragen soll.